# Citroën C4 Cactus
La Citroën C4 Cactus è un'autovettura prodotta dalla casa automobilistica francese Citroën dal 2014 al 2024.
Presentata prima sotto forma di concept al Salone dell'automobile di Francoforte 2013, la versione di serie di questo Crossover SUV ha debuttato nel febbraio del 2014, restando in produzione sino al 2020 per il mercato europeo e sino al 2024 per quello sudamericano (dove veniva prodotta dal 2018).

## Storia e profilo
Derivata meccanicamente e tecnicamente dalla Citroën C3, è caratterizzata da alcuni contenuti stilistici che richiamano da vicino quello della Citroën C4 Picasso di seconda generazione, con i fanali anteriori disposti su tre livelli.
Presenta, inoltre, uno stile innovativo per il suo settore, con grandi protezioni laterali in gomma riempiti d'aria detti AirBump.
Ha ricevuto il premio di World Car Design of the Year 2015, che viene assegnato all'auto che nel medesimo anno hanno introdotto delle peculiarità nello stile della carrozzeria.
La Citroën C4 Cactus è arrivata seconda al premio Auto dell'anno 2015, dietro all'ottava serie della Volkswagen Passat, vincitrice, e davanti alla quarta serie della Mercedes-Benz Classe C, terza classificata.

### Contesto storico e debutto
Il settore delle crossover compatte conobbe un vero boom di consensi nel periodo in cui la grave crisi economica verificatasi tra il primo ed il secondo decennio del XXI secolo avrebbe spinto la clientela ad orientarsi verso modelli dalle dimensioni più ridotte e dai costi più contenuti, ed anche gli aspiranti acquirenti di vetture di tipo SUV e crossover avrebbero cominciato a preferire tali nuovi modelli in scala ridotta.
In quegli anni il Gruppo PSA, di cui il marchio Citroën fa parte, stava lavorando alacremente al progetto A94 da cui avrebbe tratto origine la Peugeot 2008. Da tale progetto si pensò di creare anche una corrispondente versione con il marchio del "double Chevron", ma non una sorta di "quasi-fotocopia" come nel caso dei crossover realizzati in collaborazione con Mitsubishi, bensì un modello che per personalità, stile e soluzioni pratiche si distaccasse in maniera più decisa dal modello Peugeot, in modo tale da compiere un ulteriore passo in avanti nel delineare i tratti distintivi dei modelli a marchio Citroën rispetto a quelli della Casa di Sochaux.

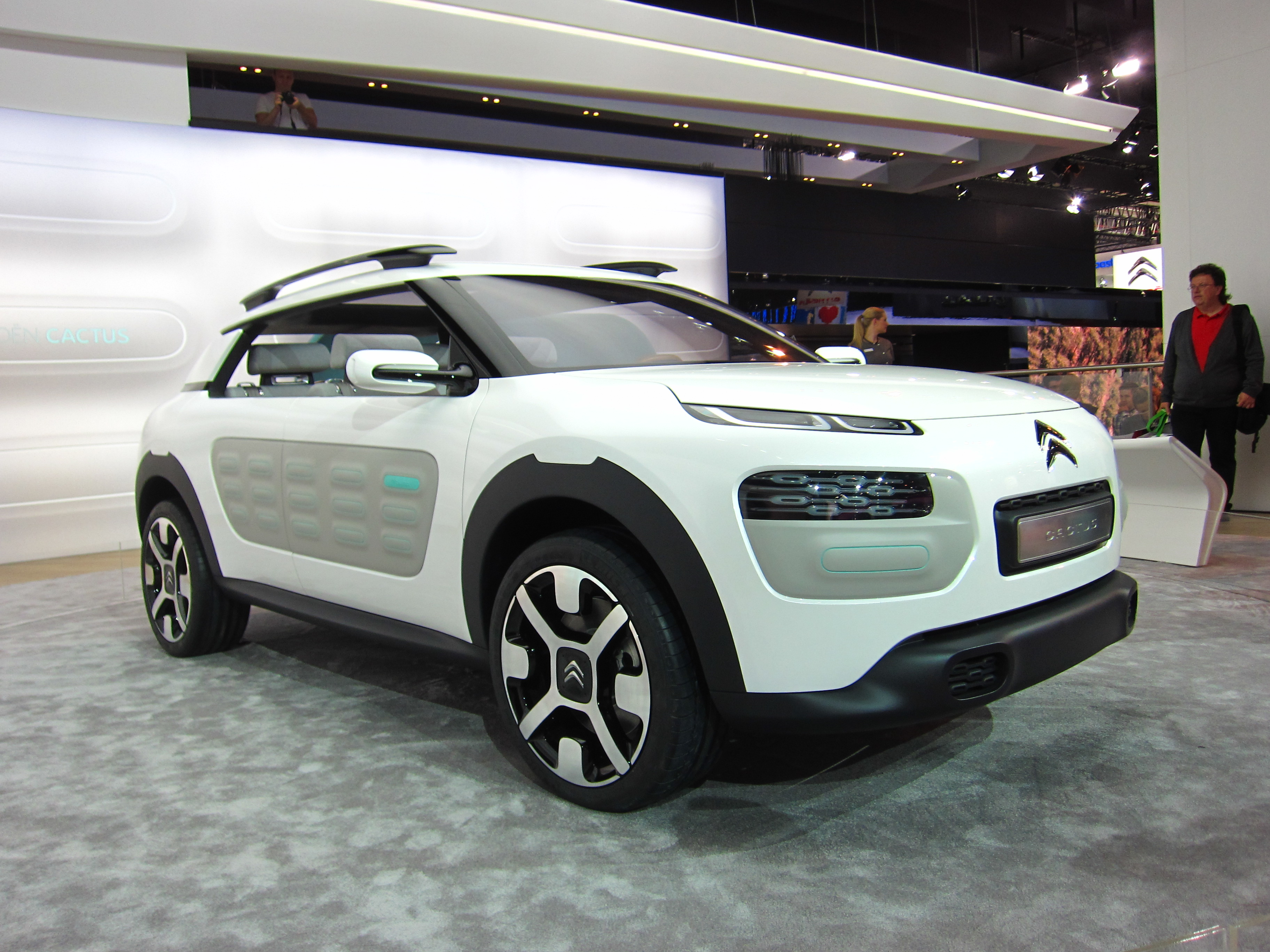
La Citroën Cactus Concept

Fu così che nel 2013 al Salone di Francoforte venne presentata una concept car denominata semplicemente Cactus: tale concept prefigurava quasi del tutto il modello definitivo e fu esposta alla kermesse tedesca per valutare la reazione da parte del pubblico, reazione che evidentemente spinse subito dopo i vertici PSA ad ultimare lo sviluppo della vettura per convertirla alla produzione in serie. Il nome Cactus venne ripreso dalla concept C-Cactus del 2007, una vettura che in realtà non aveva molto a che fare con la Cactus di sei anni dopo, e che rappresentava invece uno studio di berlina compatta a due volumi con soluzioni eco-sostenibili d'avanguardia (materiali riciclabili, motore elettrico, ecc). Tuttavia, la C-Cactus del 2007 viene vista dallo staff Citroën come il primo passo progettuale verso la C4 Cactus definitiva del 2014.
Le prime immagini ufficiali della C4 Cactus di serie furono diffuse per la prima volta il 5 febbraio 2014: tale data fu scelta perché in quel giorno cadeva l'anniversario della nascita del fondatore André Citroën. La presentazione al pubblico avvenne invece al Salone di Ginevra tenutosi un mese dopo. Poco tempo dopo, la produzione fu avviata presso lo stabilimento PSA di Madrid.

#### Design interno ed esterno
Il design della Citroen C4 Cactus inaugura il nuovo percorso stilistico della casa del double chevron, caratterizzato da linee molto rotonde e quadrati con gli spigoli raccordati, rendendolo molto fumettistico. La C4 Cactus è caratterizzata da linee decisamente originali, frutto della matita e dell'estro del designer Mark Loyd, facente parte dell'équipe di designer diretta da Alexandre Malval, direttore del design Citroën. Secondo Loyd, tali linee intendono ridefinire il corso stilistico Citroën dando luogo a modelli che uniscano assieme due concetti apparentemente inconciliabili, come la semplicità stilistica e l'originalità nelle soluzioni pratiche e di design. La svolta che la C4 Cactus intende dare al futuro del marchio francese non è tuttavia solo stilistica o funzionale, ma anche di marketing, nel senso che prepara alla nascita di un terzo brand all'interno del Gruppo PSA, ossia il brand DS, riservato ai modelli premium, mentre la Citroën si occuperà di modelli di base votati alla semplicità, alla razionalità, ma anche all'originalità stilistica, come è sempre stato nel DNA e nella filosofia di base del marchio, fin dalla sua nascita.

Il frontale, è caratterizzato nella parte alta dai fari DRL composta da una linea di LED divisa in due, lambiti nella parte alta dal cofano anteriore. Al centro invece, troviamo il nuovo logo della casa francese, più rotondo rispetto al precedente composto da una parte nera circondata da un filetto cromato. Nella parte media, invece troviamo i fari veri e propri, composti da luci di direzione, anabbaglianti e abbaglianti, circondati per la metà del loro perimetro dagli AirBump i quali hanno una densità maggiore rispetto a quelli laterali, per evitare in caso di una "toccata" una deformazione troppo elevata, danneggiando il paraurti. Al centro troviamo una mascherina di normali dimensioni, per i suoi ¾ di superficie, coperta dal portatarga. In basso invece, troviamo una presa d'aria, sviluppata più in larghezza che in altezza accompagnata ai lati dai fari fendi-nebbia.

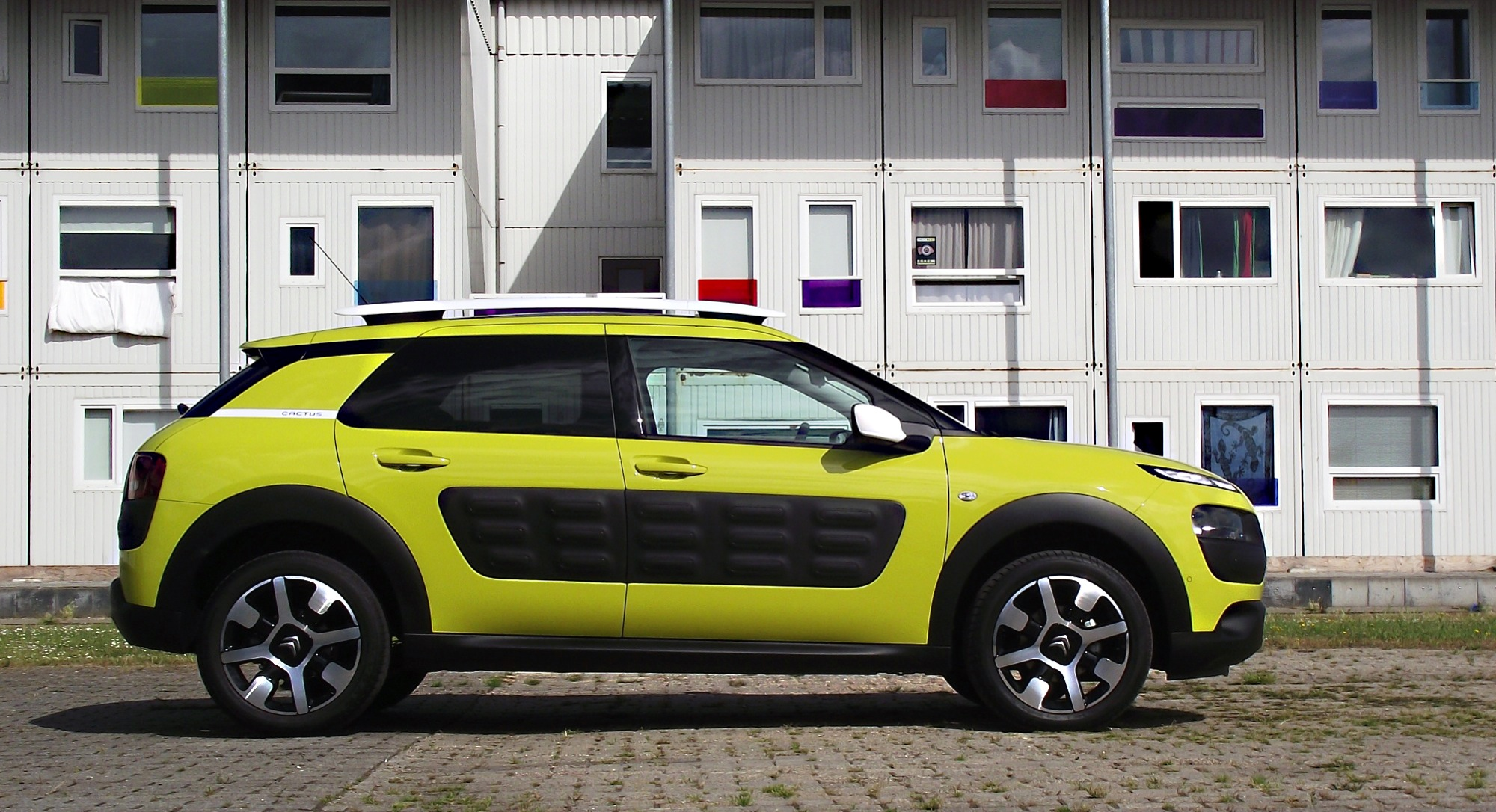
Vista laterale di una C4 Cactus

La fiancata fa capire molto dello stile dell'auto soprattutto nella parte anteriore. Nella parte alta possiamo trovare la barre porta-tutto di colore nero di base e il tetto che scende leggermente nella parte posteriore. Nella parte medio-alta, troviamo i finestrini che salgono verso la parte posteriore. Inoltre possiamo vedere che il montante anteriore è verniciato di nero così per creare una continuità, tra il parabrezza e i finestrini laterali. Il terzo montante posteriore ha un disegno a pinna divisa nella parte alta e nella parte bassa da due linee nere; la prima si collega tra i lunotto con il finestrino posteriore e la seconda invece parte sempre dal lunotto ma viene utilizzata per indicare il secondo nome della macchina ossia "Cactus" o la denominazione dell'allestimento speciale. Nella parte bassa invece, troviamo quello che caratterizza tutta la macchina, ossia gli AirBump di forma trapezoidale i quali occupano buona parte della portiera. Gli AirBump sono delle particolari protezioni in plastica con una struttura a sandwich, con una base di plastica rigida e la parte a vista di plastica colorata morbida al tatto (la colorazione della plastica viene data nel momento della miscelazione dei materiali) ( i colori disponibili sono: bianchi, neri, sabbia e cioccolato.), saldate a caldo, tra di loro, nello stampo. Tra le due parti troviamo delle sacche piene d'aria a pressione atmosferica attutendo il colpo. Ne troviamo sulle fiancate e all'anteriore. Sono fissate sulla carrozzeria tramite delle clip e una vite, quest'ultima serve per evitare eventuali furti.
Il posteriore, è la parte che al momento della sua presentazione destò molte perplessità, soprattutto a causa dei fari piccoli e della predominanza dell'AirBump. Nella parte alta troviamo un piccolo spoiler comprendente la luce di stop e il lunotto posteriore abbastanza inclinato. Nella parte media invece, troviamo ai lati i due piccoli fari posteriori sempre circondati per metà del loro perimetro, dall'Aribump posteriore i quali hanno la stessa densità di quelli anteriori. Quest'ultimi collegati tramite una fascia di plastica dello stesso colore dell'AirBump, chi ingloba il logo e il nome della casa con anche la denominazione della macchina. Nella parte bassa abbiamo delle protezioni in plastica grezza che circondano tutta la macchina.

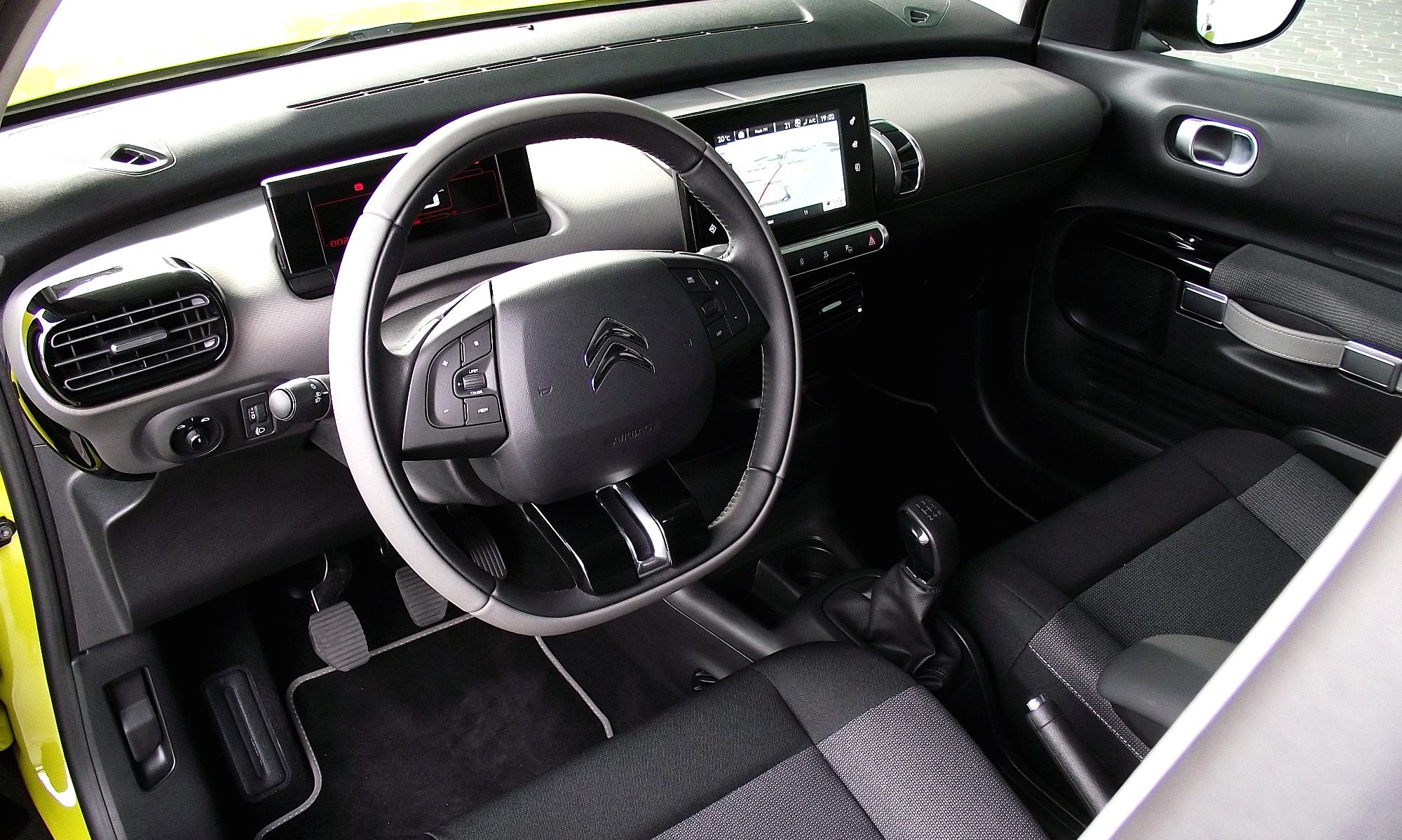
Il posto guida di una C4 Cactus

L'interno, come l'esterno, è molto particolare infatti la plancia ha uno sviluppo del tutto orizzontale. Nella parte alta troviamo una parte in plastica che gira attorno alla plancia che continua anche nelle portiere. In basso abbiamo la plancia vera e propria, molto piatta e sormontata solo dal quadro strumenti digitale (anch'esso sotto accusa viste le scarsissime informazioni che fornisce), con al centro lo schermo da 7" dell'infotaiment, il quale contiene al suo interno anche i comandi del climatizzatore. Le bocchette di aerazione sono posizionate sotto lo schermo e al fianco del guidatore. Nella parte ancora più bassa troviamo, il pulsante dello start&stop, due prese una accendisigari e una USB con sotto ancora il comando per il cambio elettroattuato ETG. Anche i pannelli porta, adottano delle caratteristiche particolari, come l'utilizzo di plastica dura per tutta la portiera, tranne nella parte centrale dove alloggia il poggia braccio. La particolarità di questa portiera, è la maniglia che non è inglobata nella portiera ma è esterna assomigliando molto alla maniglia di una valigia.  Anche gli stessi sedili denominati Advance Comfort Seats sono molto particolari, soprattutto nell'imbottitura, perché oltre ad una schiuma ad alta densità all'interno, nella parte esterna troviamo una schiuma con una densità più bassa con uno spessore che va da 2 a 15 mm oltre al tessuto che è anch'esso leggermente imbottito.

#### Struttura, meccanica e motori

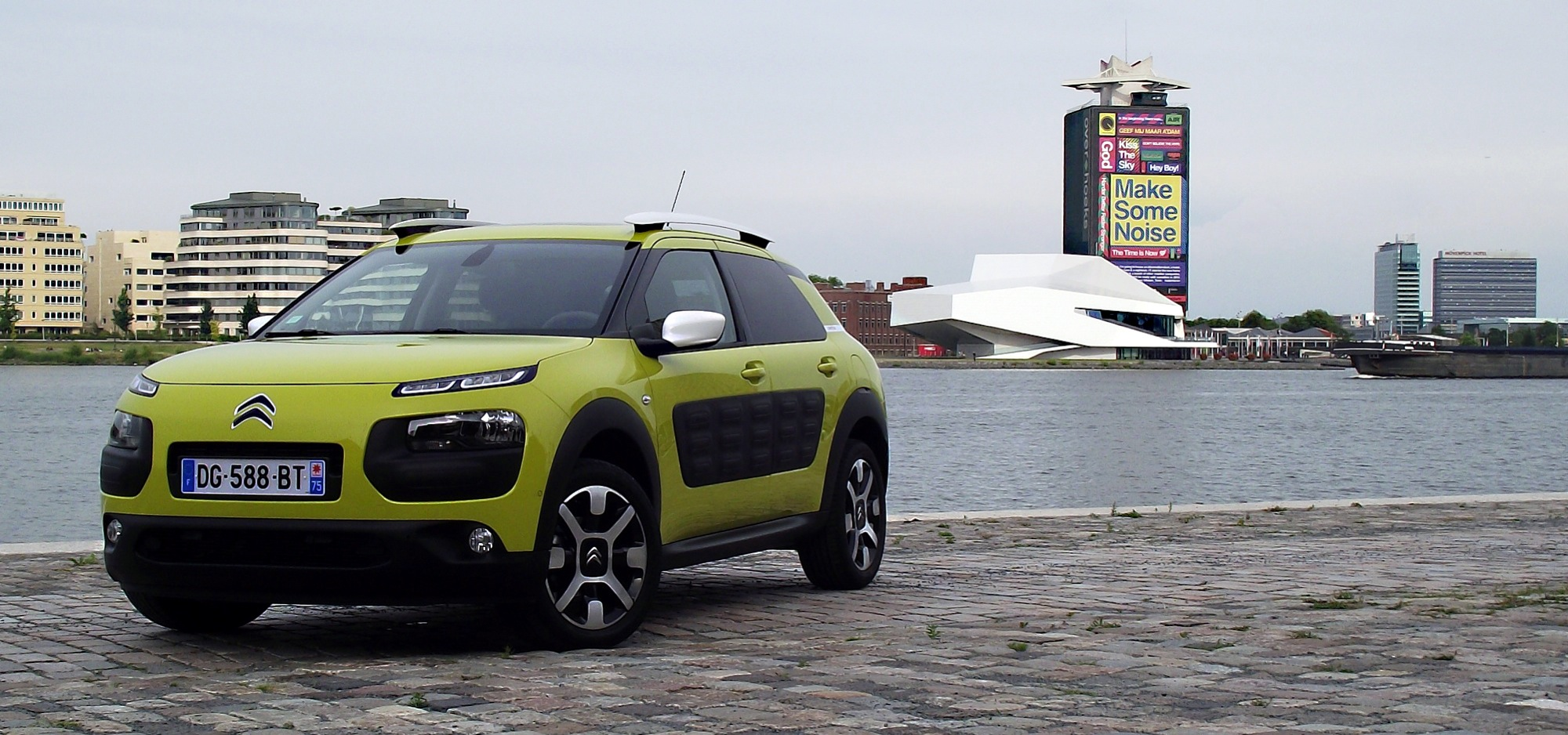
C4 cactus in allestimento FEEL

Nonostante la sigla C4, la C4 Cactus non condivide affatto la piattaforma di partenza con la segmento C di Casa, bensì con la più piccola C3 e con la "cugina" Peugeot 208. Tale piattaforma, indicata con la sigla PF1, ha subito un allungamento della misura del passo, specifica per la C4 Cactus e che ha portato l'interasse da 2.538 mm a 2.595 mm, a tutto vantaggio dell'abitabilità interna. Ne è conseguito anche un aumento degli ingombri esterni, che ha finito per collocare la C4 Cactus più nel segmento C che non nel segmento B per il quale la piattaforma PF1 era stata originariamente concepita. Per contro, rispetto alla C4 è notevolmente inferiore il peso, con mediamente 200 kg in meno a favore della crossover francese. Appositamente per la C4 Cactus sono stati rivisti anche altri aspetti del comparto meccanico, come ad esempio la taratura delle sospensioni, rese più morbide per ottimizzare il comfort e con un'altezza da terra superiore rispetto alle vetture tradizionali con cui condivide la base meccanica. In generale, comunque, la C4 Cactus monta il classico avantreno di tipo MacPherson ed un retrotreno a ruote interconnesse, mentre l'impianto frenante è a quattro dischi.
Al suo debutto la C4 Cactus è prevista nelle seguenti motorizzazioni:
- 1.2 VTi: motore EB2 da 1199 cm3 e in due livelli di potenza massima, 75 ed 82 CV;
- 1.2 e-VTi: stesso motore, ma con tecnologia microibrida e disponibile unicamente nella variante da 82 CV;
- 1.2 e-THP: stesso motore delle precedenti due versioni, ma con sovralimentazione mediante turbocompressore e potenza massima di 110 CV;
- 1.6 e-HDi: motore DV6 da 1560 cm3 tubodiesel common rail con potenza massima di 92 CV;
- 1.6 BlueHDi: stesso motore della precedente versione, ma con tecnologia BlueHDi consistente nell'immissione di additivo AdBlue a monte del catalizzatore per innescare una reazione chimica che converte parte delle emissioni inquinanti in azoto e vapore acqueo. La potenza massima di tale motore è di 99 CV.

Tali motorizzazioni sono particolarmente parche e a questo proposito vale la pena precisare che il nome Cactus non è stato scelto unicamente per omaggiare le precedenti concept omonime, ma anche per analogia con l'omonima pianta dei deserti, nota per la sua capacità di vivere a temperature elevate con pochissima acqua.
Per quanto riguarda le varianti di trasmissione, nella C4 Cactus sono ben quattro: il 1.2 VTi aspirato senza tecnologia microibrida (75 ed 82 CV) è previsto con un cambio manuale a 5 marce, che diventano 6 nelle motorizzazioni 1.2 e-THP e 1.6 BlueHDi; invece, il 1.2 e-VTi prevede un cambio robotizzato ETG a 5 rapporti, mentre il 1.6 e-HDi è accoppiato ad un robotizzato a 6 rapporti. Le versioni a cambio robotizzato presentano una originale particolarità e cioè che la leva del cambio è assente, sostituita da tre pulsanti posti sulla console centrale e corrispondenti alle tre modalità di funzionamento: D, N ed R (marcia avanti, folle e retromarcia).

### Evoluzione

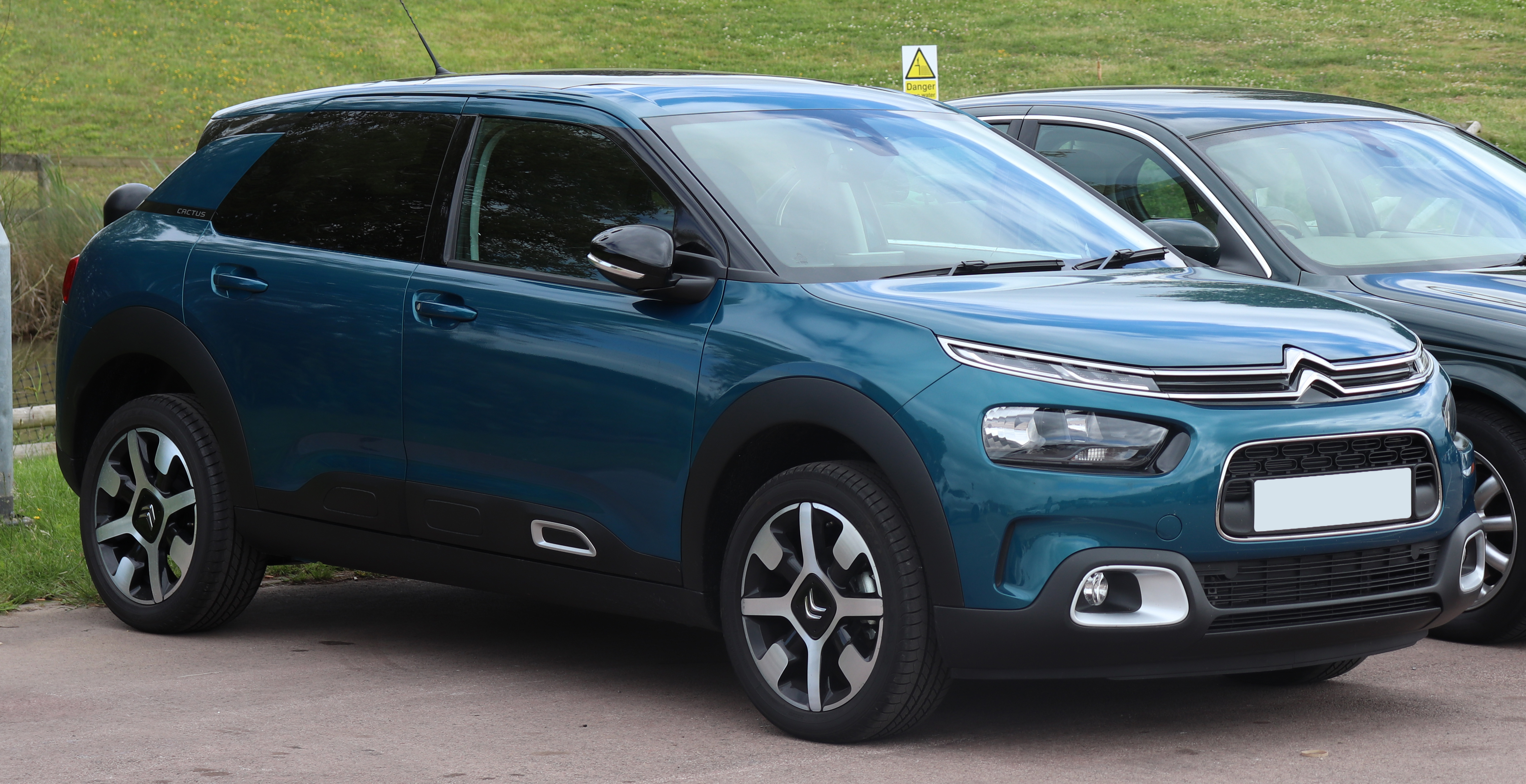
La C4 Cactus dopo il restyling del febbraio 2018

La C4 Cactus venne proposta in tre allestimenti: LIVE di base, FEELallestimento medio, SHINE allestimento full optional e "SHINE EDITION" top di gamma con accessori ed inserti inediti. Durante la prima fase della sua carriera, la C4 Cactus non conobbe particolari novità: l'unica degna di nota fu l'uscita di listino della versione diesel da 92 CV, avvenuta nel mese di luglio del 2015. Nel mese di febbraio del 2018 vi fu il restyling di metà carriera, un restyling apparentemente discreto, ma in realtà diffuso in molti particolari stilistici, a tal punto da portare ad un risultato molto evidente: la C4 Cactus perse gran parte della componente crossover e si avvicinò maggiormente al concetto di berlina a due volumi. Per questo, a partire dal restyling, la C4 Cactus viene spesso indicata come l'erede della C4 II, uscita di listino proprio all'inizio del 2018. A contribuire a questo risultato furono numerosi particolari: scomparvero le barre portatutto sul tetto, mentre i caratteristici "air bumpers" sulle fiancate vennero ridotti sensibilmente. Il frontale vide una nuova calandra a due listelli orizzontali (simile a quella della contemporanea C3), gli alloggiamenti dei fari anteriori non più in tinta differenziata rispetto alla carrozzeria, ma in tinta con essa. I fari stessi, ma anche le luci a led vennero ridisegnati senza tuttavia perdere il family feeling delle altre Citroën prodotte nello stesso periodo.I gruppi ottici posteriori mutarono radicalmente, divenendo più simili a quelli della monovolume C4 Picasso a 5 posti. Internamente la plancia rimase pressoché immutata, ma la vettura poté beneficiare di allestimenti più ricchi che poterono impreziosire la dotazione dell'abitacolo distaccandosi quindi dal concetto di vettura essenziale a favore di chi avrebbe desiderato una vettura di fascia medio-bassa dai contenuti più completi rispetto a quelli proposti dalla precedente C4 Cactus pre-restyling. Inoltre, sempre rimanendo nell'abitacolo, la panca anteriore si sdoppiò in due sedili separati. La gamma motori vide solo una grossa novità, rappresentata dal 1.2 turbo da 131 CV, che divenne la nuova motorizzazione di punta della gamma. Rimasero in listino il 1.2 aspirato da 82 CV (ma non per tutti i mercati), il 1.2 turbo depotenziato a 110 CV ed il 1.6 HDi da 99 CV. Uscì di scena invece il 1.2 e-VTi con cambio robotizzato, anche se tale opzione fu disponibile per i mercati dove il 1.2 da 82 CV era previsto. Un'altra novità tecnica furono gli smorzatori di fine corsa per gli ammortizzatori, un sistema che evitava il verificarsi di scossoni troppo forti quando gli ammortizzatori raggiungevano la fine della loro escursione. 

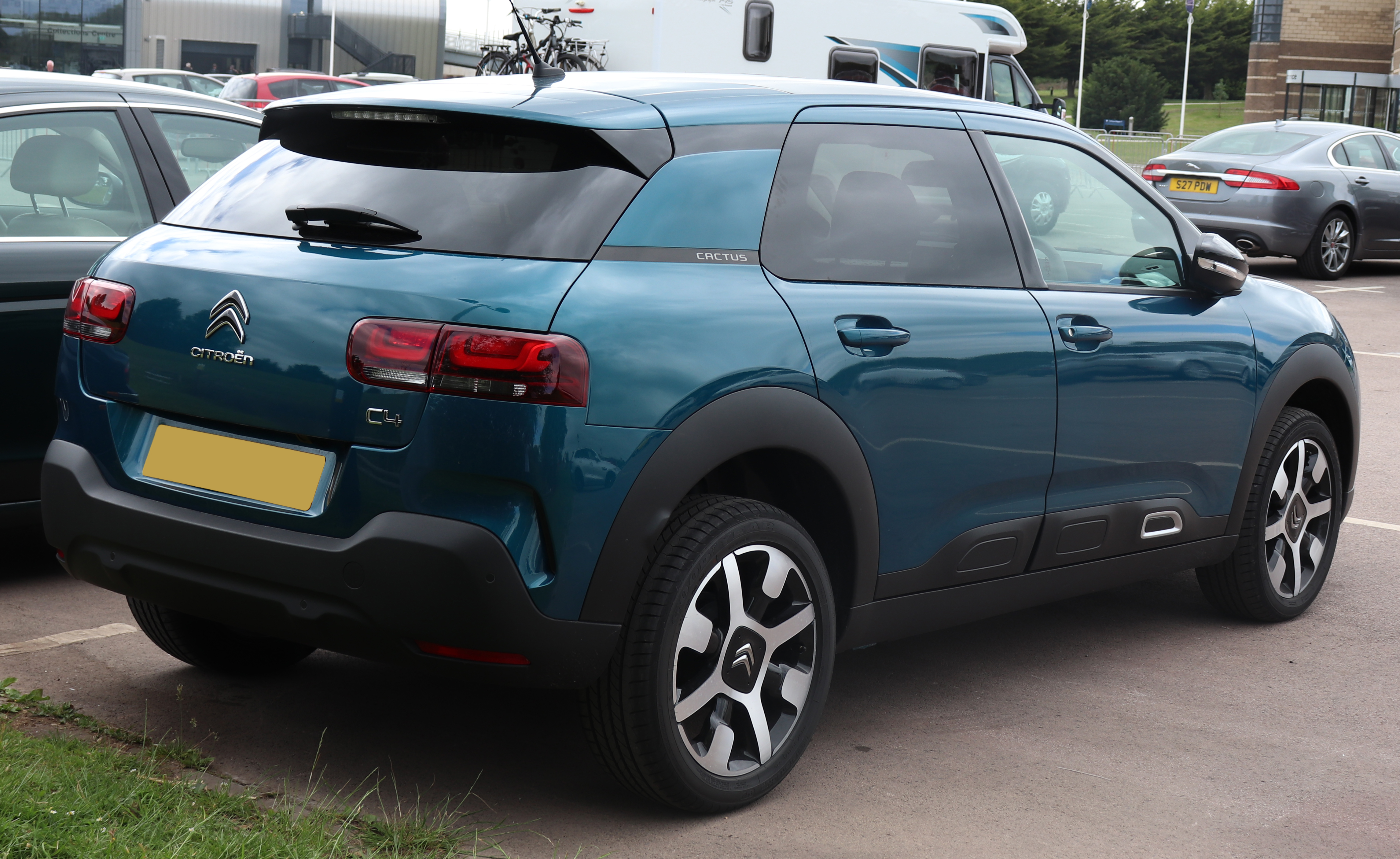
Vista posteriore di una C4 Cactus post-restyling

Durante la commercializzazione della C4 Cactus restyling si sono aggiunti gli allestimenti FEEL Pack e SHINE Pack: quest'ultimo uscito durante gli ultimi mesi di commercializzazione prevedeva di serie: ABS, ESP + assistenza alla frenata d'emergenza, airbag anteriori e laterali, alzacristalli elettrici anteriori, specchietti in nero lucido, chiusura centralizzata, cerchi in lega da 17", Citroën Connect, cruscotto con schermo LCD, fari diurni a LED, fari fendinebbia con funzione cornering, fari posteriori a LED, assistenza alle partenze in salita, indicazione cambio rapporto, kit di riparazione degli pneumatici, keyless, maniglie in tinta, pack auto che comprende clima automatico, accensione automatica dei fari e sensore pioggia, Pack City Camera plus con sensori di parcheggio e retromarcia, profili neri degli airbump, pack drive assist comprendente frenata automatica d'emergenza, avviso di superamento involontario della carreggiata, rilevazione della stanchezza, lettura dei segnali stradali, regolatore di velocità, panca posteriore frazionabile ⅓-⅔, retrovisore fotocromatico, sedili ACS (Advance Comfort Seats) regolabili in altezza, retrovisori esterni ripiegabili elettricamente, riscaldati e con freccia di direzione integrata, sedili posteriori con 3 poggiatesta e due attacchi IsoFix, sistema Start&stop, sospensioni con PHC (Progressive Hydraulic Cushion), stickers Cactus, tappetini anteriori/posteriori, tergicristalli con ugelli lavavetro integrati, infotaiment con display da 7", vetri posteriori a compasso ed oscurati, volante in pelle e regolabile in altezza e profondità.
Nel giugno del 2018 il 1.6 BlueHDi da 99 CV venne sostituito dal più moderno motore 1.5 BlueHDi con potenza di 102 CV, mentre in autunno arrivò anche un altro 1.5 BlueHDi in grado di erogare 120 CV di potenza massima. Quest'ultima motorizzazione venne abbinata unicamente ad un cambio automatico a 6 rapporti. Sono stati questi gli ultimi aggiornamenti alla gamma della C4 Cactus, che è scomparsa definitivamente dai listini europei nel settembre 2020: già da un paio di mesi, infatti, erano iniziati i primi ordini della C4 di terza generazione, che ha sostituito sia la C4 Cactus sia la precedente generazione della C4.

### Riepilogo caratteristiche
Di seguito vengono mostrate le caratteristiche relative alle varie versioni della gamma C4 Cactus:
| Modello                                             | Motore | Cilindrata (cm³) | Alimentazione                        | Potenza CV/rpm | Coppia Nm/rpm | Cambio/ Nº rapporti     | Massa a vuoto (kg) | Velocità max (km/h) | Acceler. 0–100 km/h | Consumo (l/100 km) | Emissioni CO2/ (g/km) | Anni di produzione |
| Versioni a benzina                                  |        |                  |                                      |                |               |                         |                    |                     |                     |                    |                       |                    |
| C4 Cactus 1.2 VTi1                                  | EB2    | 1199             | Iniezione indiretta                  | 75/5750        | 118/2750      | Manuale 5 marce         | 965                | 166                 | 12"9                | 4.6                | 107                   | 06/2014-01/2018    |
| C4 Cactus 1.2 VTi1                                  | EB2    | 1199             | Iniezione indiretta                  | 82/6000        | 118/2750      | Manuale 5 marce         | 965                | 167                 | 12"9                | 4.6                | 107                   | 06/2014-09/2020    |
| C4 Cactus 1.2 e-VTi                                 | EB2    | 1199             | Iniezione indiretta                  | 82/6000        | 118/2750      | robotizzato 5 rapporti  | 975                | 172                 | 15"                 | 4.3                | 98                    | 06/2014-01/2018    |
| C4 Cactus 1.2 PureTech 110                          | EB2DT  | 1199             | Iniezione diretta + turbocompressore | 110/5500       | 205/1750      | Manuale 6 marce         | 1.020              | 188                 | 9"                  | 4.6                | 107                   | 06/2014-09/2020    |
| C4 Cactus 1.2 PureTech 130                          | EB2DTS | 1199             | Iniezione diretta + turbocompressore | 131/5500       | 230/1750      | Manuale 6 marce         | 1.045              | 193                 | 9"1                 | 4,8                | 110                   | 02/2018-08/2018    |
| C4 Cactus 1.2 PureTech 130                          | EB2DTS | 1199             | Iniezione diretta + turbocompressore | 131/5500       | 230/1750      | Manuale 6 marce         | 1.085              | 208                 | 9"1                 | 5                  | 113                   | 08/2018-09/2020    |
| Versioni a gasolio                                  |        |                  |                                      |                |               |                         |                    |                     |                     |                    |                       |                    |
| C4 Cactus 1.5 BlueHDi 100                           | DV5    | 1499             | turbodiesel common rail              | 102/3500       | 250/1750      | Manuale 6 marce         | 1.085              | 190                 | 11"1                | 4                  | 97                    | 06/2018-09/2020    |
| C4 Cactus 1.5 BlueHDi 120                           | DV5    | 1499             | turbodiesel common rail              | 120/3750       | 300/1750      | Automatico a 6 rapporti | 1.180              | 201                 | 8"1                 | 4                  | 102                   | 10/2018-09/2020    |
| C4 Cactus 1.6 e-HDi                                 | DV6D   | 1560             | turbodiesel common rail              | 92/3750        | 230/1750      | robotizzato 6 rapporti  | 1.055              | 182                 | 11"4                | 3.5                | 92                    | 06/2014-07/2015    |
| C4 Cactus 1.6 BlueHDi                               | DV6FD  | 1560             | turbodiesel common rail              | 99/3500        | 254/1750      | Manuale 6 marce         | 1.070              | 184                 | 10"                 | 3.4                | 87                    | 06/2014-06/2018    |
| Note: 1Non per l'Italia a partire dal febbraio 2018 |        |                  |                                      |                |               |                         |                    |                     |                     |                    |                       |                    |

### Concept
La stessa Citroën utilizzo questo modello per creare 3 diversi concept quali: C4 Cactus Airflow 2L, C4 Cactus Adventure concept e C4 Cactus M concept.

#### C4 Cactus AirFlow 2L Concept

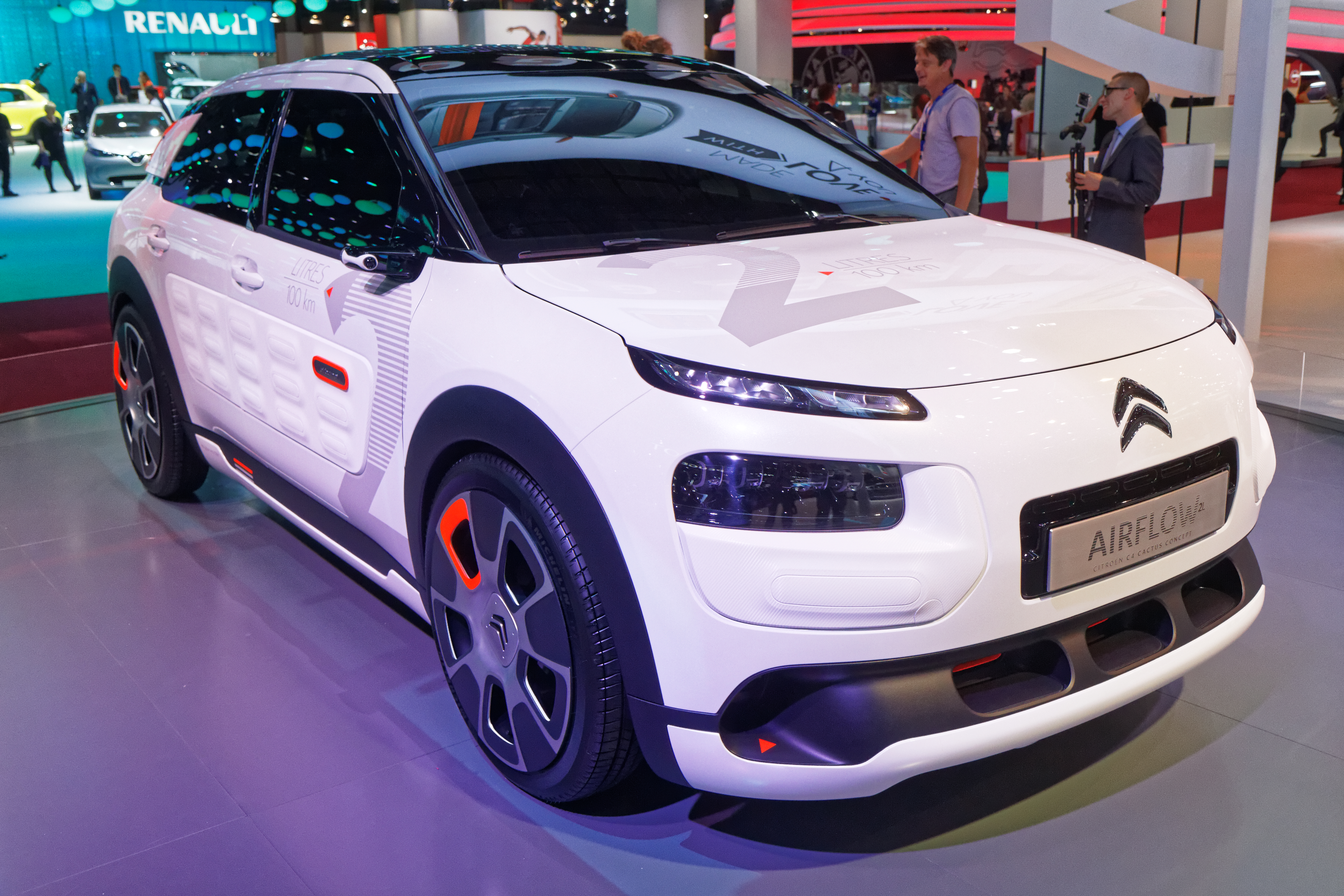
C4 Cactus Airflow 2L

La macchina, si basa su una profonda ricerca dell'efficienza sia energetica che aerodinamica. Il frontale della macchina, nella parte alta, si basa sulla versione di serie mentre nella parte bassa, troviamo un paraurti molto più pronunciato con tre feritoie dinamiche, che si aprono e si chiudono in base al carico e al raffreddamento del motore. Ai lati delle prese d'aria troviamo i fari fendinebbia e due Air Curtain, che portano il flusso d'aria all'esterno del passa-ruota. La fiancata invece, presenta la mancanza delle barre porta-tutto e la sostituzione degli specchietti con delle piccole telecamere. Le ruote, sono di dimensioni maggiori rispetto al normale difatti sono da 19", le quali hanno delle paratie mobili, che grazie alla forza centrifuga chiudono i fori, facendoli divenire carenati. La parte posteriore invece, è caratterizzata nella parte alta da un alettone di generose dimensioni, con dei deflettori laterali che aiutano a staccare meglio il flusso dalla carrozzeria. Anche qui troviamo un paraurti molto più pronunciato con alla base un estrattore di generose dimensioni che grazie al fondo completamente piatto, per far defluire al meglio il flusso al di sotto della carrozzeria facendo diminuire le turbolenze al di sotto della vettura. Oltre a questo vediamo anche una riduzione di peso di circa 100 kg, grazie all'utilizzo dell'alluminio per il sottoscocca (paratia superiore, longheroni interni e il pianale posteriore), l'acciaio per il pavimento e per i longheroni interni e dei materiali compositi quali fibra di carbonio per alcune parti della carrozzeria, per il teeo e per le traverse del tetto. Anche il tetto panoramico, è stato modificato non più di vetro ma bensì di policarbonato multistrato molto più leggero del vetro garantendo le stesse caratteristiche del vetro di serie.
Anche la meccanica è stata rivoluzionata utilizzando una propulsione ibrida non elettrica ma alimentata ad aria compressa detta Hybrid Air. Il motore di base è il PureTech aspirato da 82 CV rivisto e migliorato nelle superfici di attrito, alleggerimento degli organi in movimento e l'utilizzo di cuscinetti in polimero con un basso coefficiente d'attrito. La casa dichiara che sommando i due motori l'auto riesce ad ottenere le stesse prestazioni del PureTech Turbo da 110CV.

#### C4 Cactus Adventure Concept

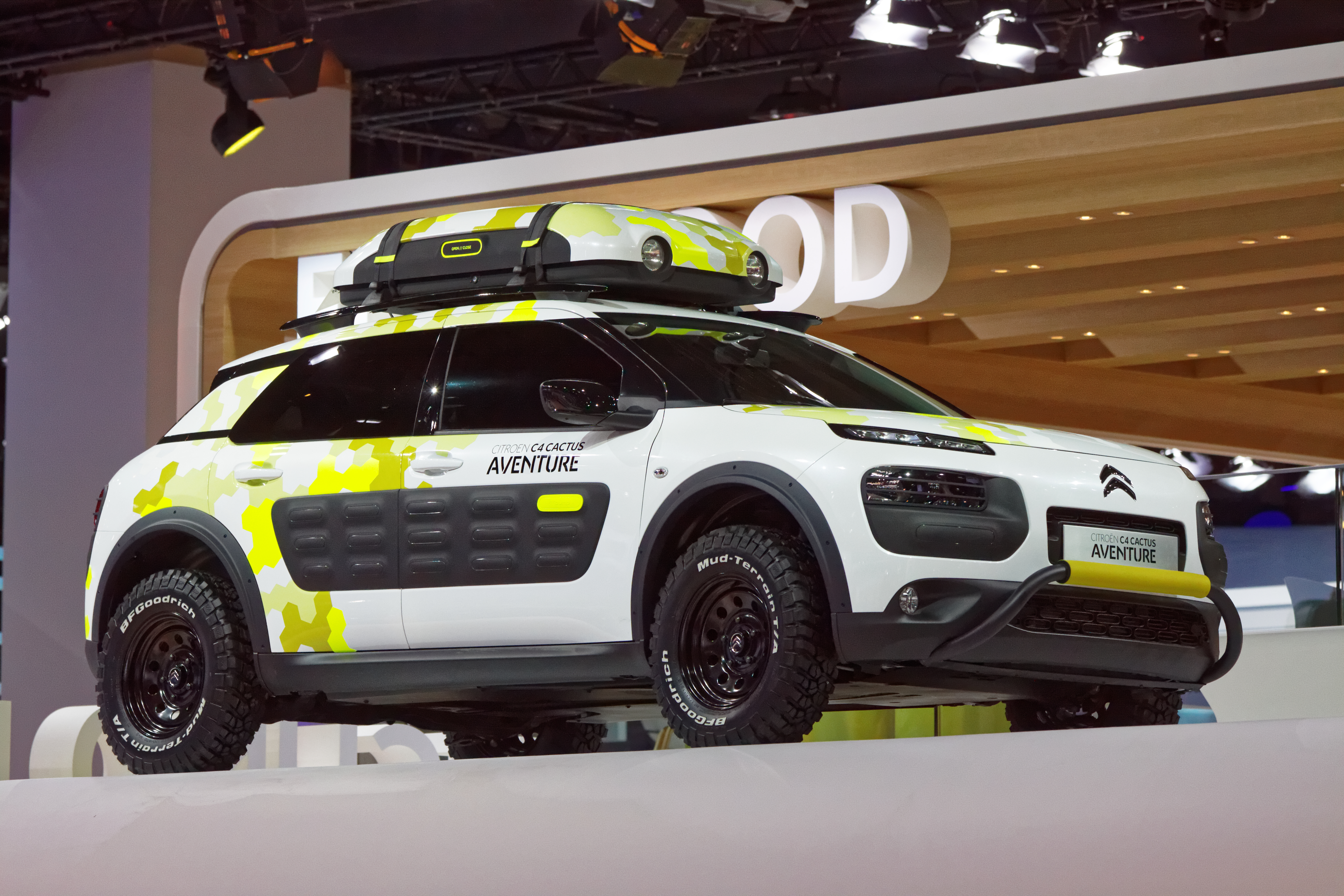
C4 Cactus Adventure

Questa versione della macchina, non è altro che un esercizio di stile, trasformando la normale C4 Cactus in un fuoristrada. difatti la macchina presenta numerose protezioni esterne all'anteriore e al posteriore sia sul paraurti che sui fari. Oltre a questo vediamo anche sul tetto un box per i bagagli corredato di faretti di profondità a LED.
L'unica parte meccanica modificata, sono le sospensioni, infatti sono state maggiorate e di conseguenza la macchina risulta più alta. La trazione integrale non dovrebbe essere disponibile.

#### C4 Cactus M Concept

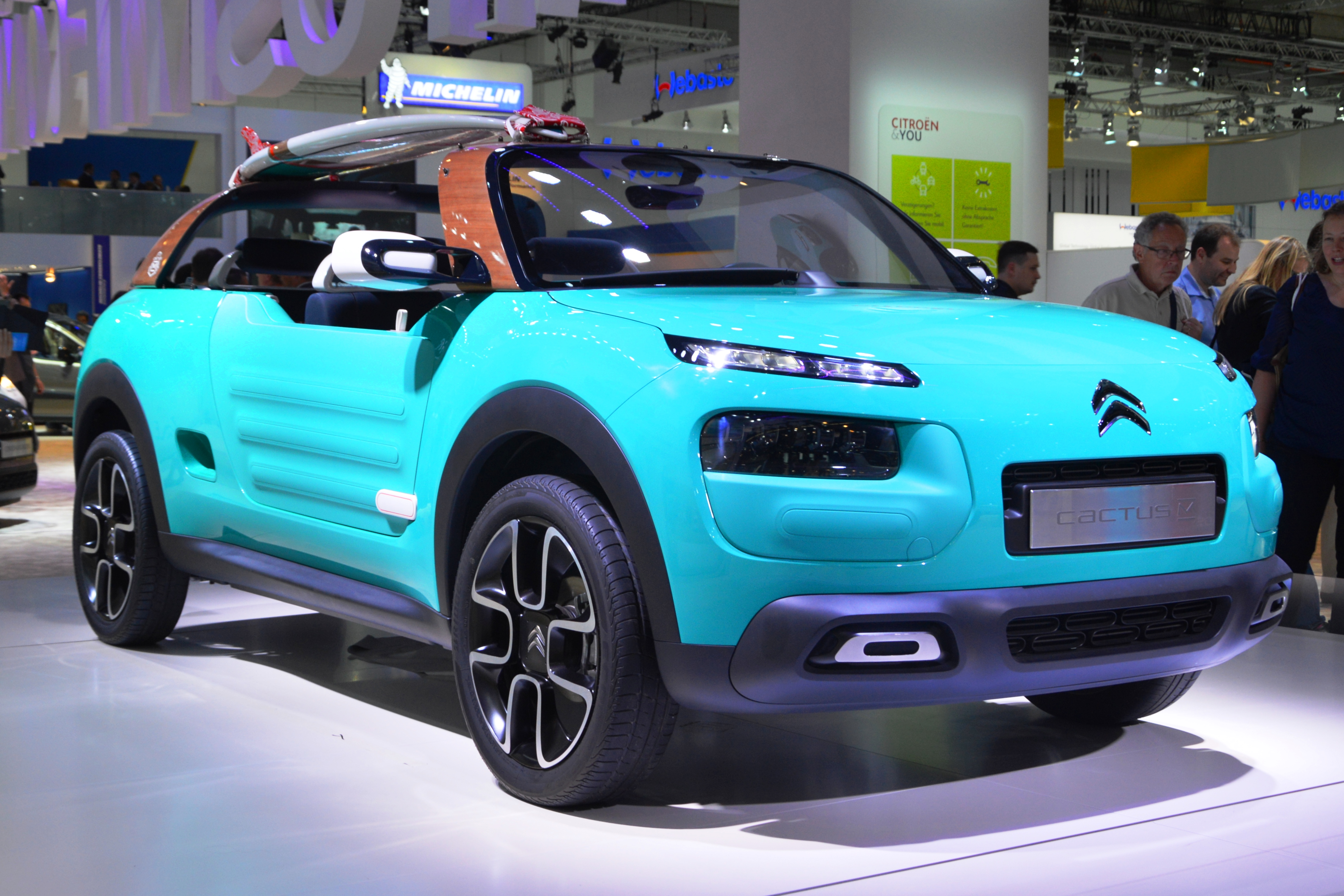
C4 Cactus M

Anche la Citroën C4 Cactus M è un grande esercizio di stile per rivivere nell'era moderna, il design della Mehari. Infatti la macchina è totalmente diversa, l'occhio cade soprattutto sulla mancanza del tetto, sostituito dal solo parabrezza anteriore, da una traversa posteriore e da nuovi specchietti. L'anteriore della macchina rimane molto simile a quello di serie, solo nella parte bassa cambia la presa d'aria e i fari fendinebbia.
La zona laterale è totalmente diversa, infatti scompaiono gli airbump, sostituiti da una portiera dello stesso materiale degli airbump stessi. La macchina si presenta con un colore molto sgargiante e con gli interni anch'essi d'ispirazione molto estiva.